# オーモンド伯爵 (アイルランド)

バトラー家(オーモンド侯爵・伯爵家)の紋章:ギュールズ：3個の金の蓋付カップ。オーモンド伯爵の紋章は彼らの祖先初代バトラー男爵シオボールド・ワルター(1206年没)の紋章(オーア: 青のギザギザ模様のチーフ)を筆頭としたクォータリーである。

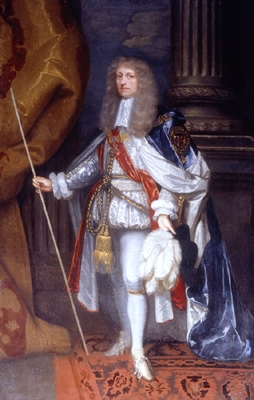
初代オーモンド公ジェームズ・バトラー

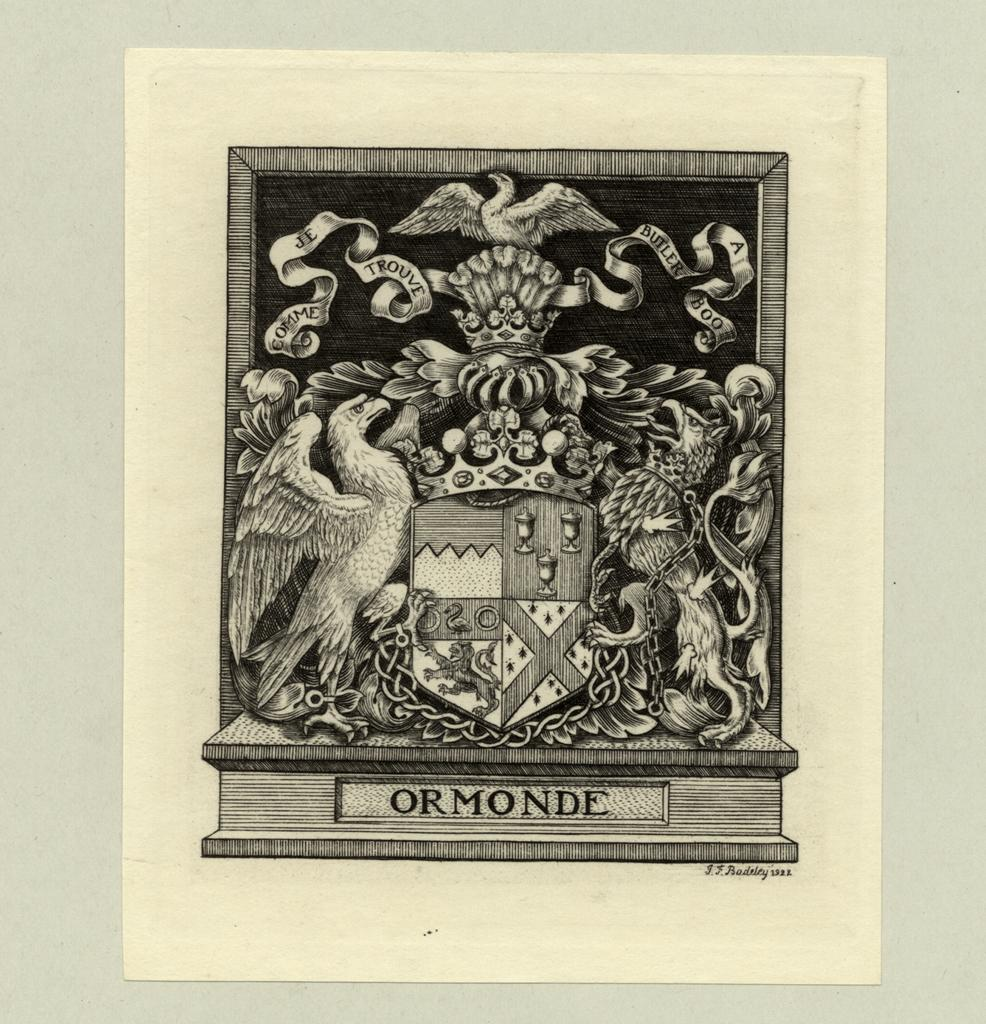
オーモンド伯バトラーの紋章が記されたヘンリー・バドリー制作の蔵書票。クォータリー: 1:オーア: 青のギザギザ模様のチーフ(Walter), 2:ギュールズ：3個の金の蓋付カップ(Butler), 3:アージェント: 赤のランパント・ライオン及び2個の金のアニューレットではさんだ銀のとまったハクチョウを重ねた赤のチーフ (Carrick), 4:アーミン:赤のサルタイアー

オーモンド伯爵（英語: Earl of Ormond）と、それに連なるオーモンド公爵（英語: Duke of Ormond）、オーモンド侯爵（英語: Marquess of Ormonde）は長く複雑な歴史を持つ貴族の爵位。アイルランド貴族としてのオーモンド伯爵位は3回創設された。

## 歴史
それははじめ1328年にジェームズ・バトラーに受爵された。1449年、第5代オーモンド伯ジェームズはイングランド貴族としてウィルトシャー伯爵にも叙されたが、1461年に私権剥奪処分を受け、貴族位の没収が宣告された。オーモンド伯爵位は彼の弟ジョンに返還され、第6代伯爵になった。
一方、（法律上ではない）事実上の伯爵、ピアーズ・バトラーは、1528年に伯爵位の継承権を放棄させられた。これによって2回目の創設が容易となり、アン・ブーリンの父トマス・ブーリンにオーモンド＝ウィルトシャー伯爵の称号が認められた。この時、アンはヘンリー8世の王妃であった。ブーリンは第7代伯爵の女系の孫であるため、本来継承順位は低かった。なお、彼はアンを通じ、エリザベス1世の祖父でもある。ブーリンの死により第2期の伯爵位は断絶した。なぜなら、彼の息子ジョージが大逆罪で刑死し、後継者がいなかったためである。
愛国心と寛大さを賞して、第7代伯爵の孫ピアーズ・バトラーは称号を返還した5日後にオソーリィ伯爵に序爵された。1538年にピアーズ・バトラーに対して3回目の伯爵位創設が行われたが、これはブーリンの追放に先立って本来の継承権を認められたにすぎない。第3期の5代オーモンド伯爵ジェームズ・バトラーはアイルランド貴族として1642年にオーモンド侯爵、1660年にオーモンド公爵を授けられ、イングランド貴族としては1682年にオーモンド公爵に叙されている。
なお、当伯爵位とは無関係だが、スコットランド貴族としてオーモンド伯爵が2回創設されている。

## 他の称号
オーモンド伯爵の設立に先立って、初代オーモンド伯の父エドマンドはキャリック伯爵に叙されていた。ただし、この称号はジェームズには継承されなかった。父の死後7年の断絶の後、ジェームズは彼自身の権利によりオーモンドの伯爵位を得た。
第12代伯爵ジェームズがアイルランド貴族としてのオーモンド公爵を受爵された1682年以降、オーモンドの名前はほとんど普遍的に用いられるようになった。公爵位の従属称号として、イングランド貴族としてブレックノック伯爵（1660年）とバトラー男爵（1660年）、アイルランド貴族としてオーモンド伯爵（1328年）とオソーリィ伯爵（1528年）、サールス子爵（1536年）があった。
1715年に初代オーモンド公の孫の第2代オーモンド公爵は私権剥奪処分を受け、イングランド貴族位の没収が宣告された。1758年には第2代オーモンド公の弟で法律上の第3代公爵（アイルランド）が死去し、公爵位と侯爵位は廃絶した。
1816年に第18代オーモンド伯爵ウォルターがオーモンド侯爵を受けた。侯爵位は彼の死により廃絶したが、伯爵位は彼の弟、ジェームズに継承され、彼が1825年に連合王国貴族としてのオーモンド侯爵に叙された。この称号は1997年に廃絶し、伯爵位は休止中である。

## オーモンド伯 (第1期; 1328年)
- 初代オーモンド伯ジェームズ・バトラー（英語版） (c. 1305年–1338年)
- 2代オーモンド伯ジェームズ・バトラー（英語版） (1331年–1382年)
- 3代オーモンド伯ジェームズ・バトラー（英語版） (1361年–1405年)
- 4代オーモンド伯ジェームズ・バトラー（英語版） (1392年–1452年)
- 5代オーモンド伯ジェームズ・バトラー (1420年–1461年) (1449年に初代ウィルトシャー伯爵にも叙されている)
- 6代オーモンド伯ジョン・バトラー（英語版） (1422年–1478年)
- 7代オーモンド伯トマス・バトラー（英語版） (c. 1426年–1515年)

## オーモンド伯 (第2期; 1529年)
- 初代オーモンド＝ウィルトシャー伯トマス・ブーリン (1477年–1539年)

## オーモンド伯 (第1期; 復活) / (第3期; 1538年)
- 8代オーモンド伯ピアーズ・バトラー（英語版） (1467年–1539年) (1528年に初代オソーリィ伯爵にも叙されている)
- 9代オーモンド伯ジェームズ・バトラー（英語版） (1496年–1546年) (1536年に初代サールス子爵にも叙されている)
- 10代オーモンド伯トマス・バトラー（英語版） (1532年–1614年) - エリザベス1世とは遠縁。
  - サールス子爵ジェームズ・バトラー (1584年生)
- 11代オーモンド伯ウォルター・バトラー（英語版） (1569年–1634年)
  - サールス子爵トマス・バトラー（英語版） (1619年没)
- 12代オーモンド伯ジェームズ・バトラー (1610年–1688年) (1661年にオーモンド公爵を授けられる)

## オーモンド公 (1661年; アイルランド) / (1682年; イングランド)
- 初代オーモンド公 / 12代オーモンド伯 ジェームズ・バトラー (1610年–1688年) 
  - サールス子爵トマス・バトラー (c. 1632年–1633年)
  - 6代オソーリィ伯爵トマス・バトラー（英語版） (1634年–1680年)
- 2代オーモンド公 / 13代オーモンド伯ジェームズ・バトラー (1665年–1745年) (1715年にイングランド貴族の称号のみ没収された)
- 3代オーモンド公 / 14代オーモンド伯チャールズ・バトラー (1671年–1758年) (アイルランド貴族称号の継承者であることを本人も知らなかった法律上の所有者)

## オーモンド伯 (1328年/1538年; 復帰)
- 15代オーモンド伯ジョン・バトラー (1766年没) (法律上)
- 16代オーモンド伯ウォルター・バトラー (1703年–1783年) (法律上)
- 17代オーモンド伯ジョン・バトラー（英語版） (1740年–1795年)
- 18代オーモンド伯ウォルター・バトラー (1770年–1820年) (1816年にオーモンド侯爵に叙される)

## オーモンド侯 (1816年)
- 初代オーモンド侯 / 18代オーモンド伯ウォルター・バトラー (1770年–1820年)

## オーモンド伯 (1328年/1538年; 復帰)
- 19代オーモンド伯ジェームズ・ワンデスフォード・バトラー (1777年–1838年) (1825年にオーモンド侯爵を受ける)

## オーモンド侯 (1825年)
- 初代オーモンド侯 / 19代オーモンド伯ジェームズ・ワンデスフォード・バトラー (1777年–1838年)
- 2代オーモンド侯 / 20代オーモンド伯ジョン・バトラー (1808年–1854年)
- 3代オーモンド侯 / 21代オーモンド伯ジェームズ・エドワード・ウィリアム・シオボールド・バトラー (1844年–1919年)
- 4代オーモンド侯 / 22代オーモンド伯ジェームズ・アーサー・ウェリントン・フォーリー・バトラー（英語版） (1849年–1943年)
- 5代オーモンド侯 / 23代オーモンド伯ジェームズ・ジョージ・アンソン・バトラー（英語版） (1890年–1949年)
  - サールス子爵ジェームズ・アンソニー・バトラー (1916年–1940年)
- 6代オーモンド侯 / 24代オーモンド伯ジェームズ・アーサー・ノーマン・バトラー（英語版） (1893年–1971年)
- 7代オーモンド侯 / 25代オーモンド伯ジェイムズ・ハバート・シオボルド・チャールズ・バトラー (1899年–1997年) - 1997年に伯爵位は休止、侯爵位は廃絶

## オーモンド＝オソーリィ伯 (1328年/1538年; 復帰)
第7代オーモンド侯爵の保持するオーモンド＝オソーリィ伯爵の法定推定相続人は第8代オーモンド伯爵の次男リチャードの男系子孫にあたる第18代マウントギャレット子爵と考えられる。しかし、彼は法定推定相続人であることを貴族院に対し証明しておらず、継承権は公式には認められていない。